# 詹妮維·羅素
詹妮維·羅素（英語：Janieve Russell，1993年11月14日—），牙買加田徑運動員，她代表牙買加隊參加了日本舉行的2020年夏季奧林匹克運動會，並且在女子4×400米接力比賽上獲得銅牌。